# Команда (Румунія)
Команда (рум. Comanda) — село у повіті Мехедінць в Румунії. Адміністративно підпорядковане місту Стрехая.
Село розташоване на відстані 233 км на захід від Бухареста, 39 км на схід від Дробета-Турну-Северина, 62 км на північний захід від Крайови.

## Населення
За даними перепису населення 2002 року у селі проживали 1395 осіб.
Національний склад населення села:
| Національність | Кількість осіб | Відсоток |
| -------------- | -------------- | -------- |
| румуни         | 1262           | 90,5%    |
| цигани         | 133            | 9,5%     |

Рідною мовою назвали:
| Мова      | Кількість осіб | Відсоток |
| --------- | -------------- | -------- |
| румунська | 1291           | 92,5%    |
| циганська | 104            | 7,5%     |